# 汪應焜
汪應焜（?—?），安徽省六安直隸州人，清朝政治人物、進士出身。
光緒二十九年（1903年），参加光緒癸卯科殿試，登進士二甲第115名。同年閏五月，以主事分部学习。